# خلونگ

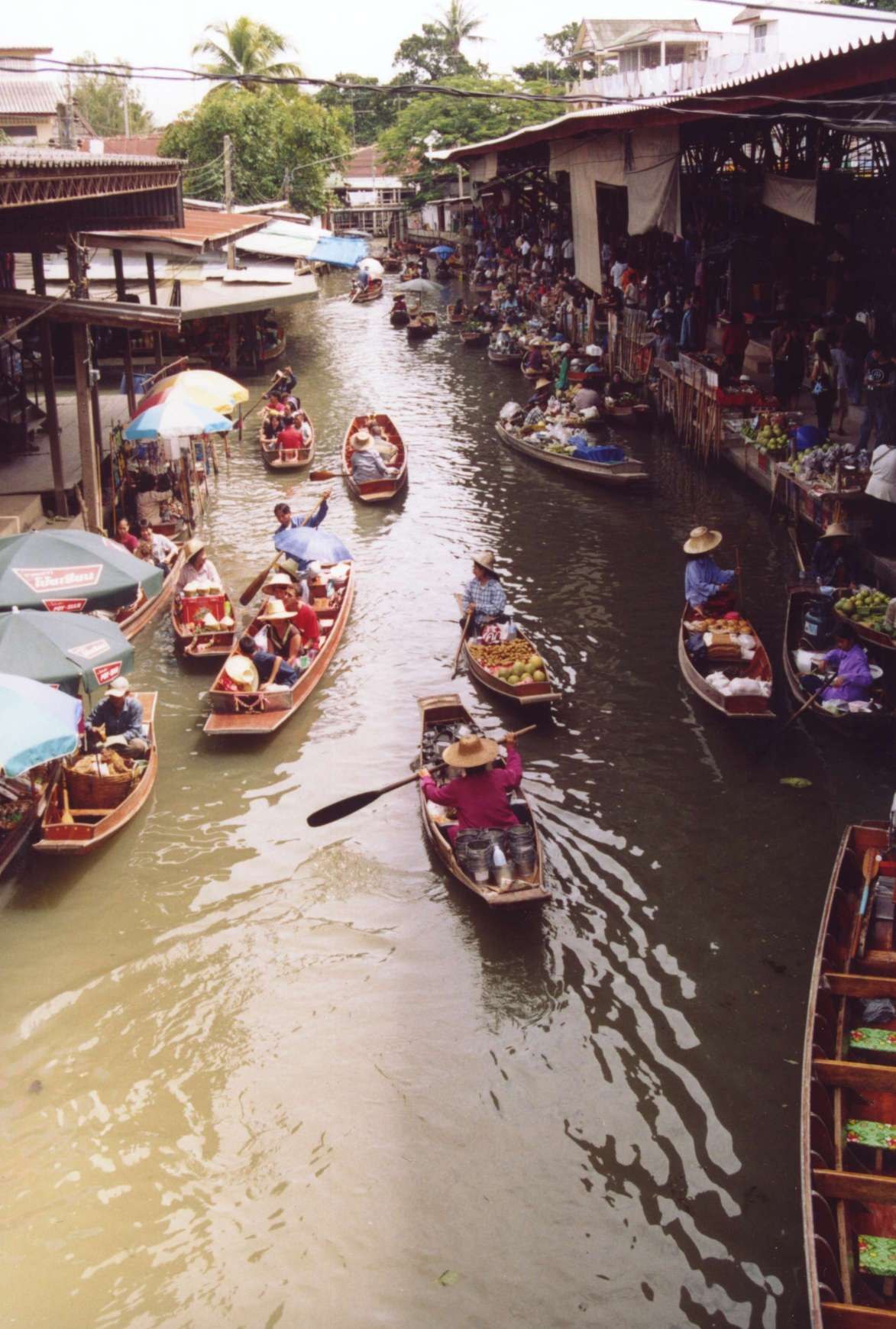
بازار شناور دامنون سادئاک، استان راتچابوری

خلونگ (تایلندی: คลอง) که به عبارتی دیگر به عنوان کلونگ (‎/ˈklɔːŋ/‎) هجی می‌شود، به‌طور معمول به آبراهه در تایلند اشاره دارد. این آبراهه‌ها از رودهای چائو پرایا، تا چین و مائه کلونگ، به اضافه شاخه رودهای آنها به ویژه نواحی پست تایلند مرکزی ایجاد شده‌اند. واژه تایلندی خلونگ (khlong) به آبراهه‌های ایجاد شده محدود نمی‌شود. بسیاری از رودهای کوچکتر به نام خلونگ، همراه با نام نهر کوچک، نام برده می‌شوند.

## خلونگ‌ها در بانکوک
در سال ۲۰۱۹، ۱۶۸۲ آبراهه در بانکوک، با مجموع طول ۲٬۶۰۴ کیلومتر وجود دارد. نه آبراه، مجرای تخلیه سیل اولیه هستند.